# Iepê
Iepê este un oraș în São Paulo (SP), Brazilia.